# هولی پوند (آلاباما)
هولی پوند (به انگلیسی: Holly Pond) شهری در شهرستان کالمن ایالت آلاباما است که مساحت آن ۱۱٫۵۴ کیلومتر مربع است و در سرشماری سال ۲۰۱۰ میلادی، ۷۹۸ نفر جمعیت داشته و تراکم جمعیتی آن، ۶۹٫۱۵ نفر در هر کیلومتر مربع بوده است.